# Friedrich Oetker (Rechtswissenschaftler)

Friedrich Oetker 1873 als Student in Göttingen

Friedrich August Heinrich Oetker (* 6. Mai 1854 in Cassel; † 25. April 1937 in Würzburg) war ein deutscher Rechtswissenschaftler und Strafrechtslehrer.

## Leben
Friedrich Oetker war der Sohn des Anwalts und Geheimrats Carl Oetker in Kassel und der Neffe des liberalen hessischen Politikers und Publizisten Friedrich Oetker. Er studierte Rechtswissenschaften an den Universitäten in Göttingen (1872) und Leipzig (1874). In Göttingen wurde er Mitglied des Corps Hannovera. Mit einer strafrechtlichen Dissertation wurde er 1876 bei Karl Binding zum Dr. jur. promoviert. Nach dem Zweiten Staatsexamen und der Gerichtsassessorenzeit wurde er zunächst als Anwalt in seiner Heimatstadt Kassel tätig. 
1884 erhielt er eine erste Stelle als Privatdozent in Marburg und 1885 dann eine außerordentliche Professur an der Universität Bonn. 1888 nahm er einen Ruf als Ordinarius nach Rostock an, 1895 erstmals an die Universität Würzburg und im Jahr 1900 nach Marburg. Bereits 1902 erhielt er seinen zweiten Ruf nach Würzburg, wo er im Studienjahr 1906/07 auch Rektor der Universität wurde und bis zu seiner Emeritierung 1934 blieb. Oetker war 1925 Mitbegründer und Vorsitzender der Deutschen strafrechtlichen Gesellschaft. Er war ein überzeugter Verfechter der Klassischen Strafrechtsschule seines Lehrers Karl Binding. 
Gemeinsam mit den Rechtswissenschaftlern Johannes Nagler und Hellmuth von Weber erstellte er im März 1933 ein Gutachten für den Reichstagsbrand-Prozess zur Frage des Verbots rückwirkender Strafgesetze. Sie kamen zu dem Schluss der grundsätzlichen Zulässigkeit einer solchen Rückwirkung, stellten jedoch die Möglichkeit einer rückwirkenden Verschärfung des Strafmaßes (Todesstrafe) verklausuliert in Frage. Nach dem Übertritt Oetkers von der DNVP zur NSDAP zum 1. Mai 1933 (Mitgliedsnummer 3.435.199) übernahm er auch den Vorsitz des Ausschusses für Strafrecht der Akademie für Deutsches Recht.

## Schriften (Auswahl)
- Schwurgericht und Schöffengericht. In: Handbuch der Politik, Berlin und Leipzig 1914
- Fragen der Strafrechtsreform. In: Deutschlands Erneuerung. Jahrgang 17, Heft 10, Oktober 1933, S. 604–610.
- Gedanken zur Strafrechtsreform. (Vortrag beim Stiftungsfest der Universität Würzburg am 11. Mai 1934). In: Monatsschrift für akademisches Leben. Fränkische Hochschulzeitung. 1933/1934, S. 134 f. und 147–151.